# Allarete turkmenica
Allarete turkmenica är en tvåvingeart som beskrevs av Boris Mamaev och Zaitzev 1998. Allarete turkmenica ingår i släktet Allarete och familjen gallmyggor.
Artens utbredningsområde är Turkmenistan. Inga underarter finns listade i Catalogue of Life.